# 東來大廈
25°10′04″N 121°26′48″E / 25.167781°N 121.4466458°E
東來大廈，為新北市淡水區於1988年完工，並於2019年拆除的一棟公寓大廈。共有81戶，為地上7層、地下2層之建築物。其中一樓與地下室為商用店家，二樓以上為住家區域，地下一二樓為停車場。於2012年經新北市政府鑑定為海砂屋，但住戶意見紛歧而未達拆除改建共識。2019年3月28日，新北市政府工務局發出限期停用函，以3個月的緩衝期為限，強制要求住戶7月7日以後須全數搬遷，並依狀況排定拆除時程。

## 事件經過
- 1988年於台北捷運淡水站對面，學府路和中正路路口旁之建地完工後，陸續發現室內外有水泥塊剝落情形。
- 1999年集集大地震後，開始發生樑柱龜裂、鋼筋裸露、門窗變形無法開關，地下室整片水泥牆崩塌。
- 2012年6月，新北市政府判定該建物為海砂屋。
- 2015年3月，已有58戶簽署都市更新同意書。[2]
- 2017年11月29日，牛排業者孫東寶牛排承租一樓店面進行裝修時，其乘載裝潢用砂石的小貨車將一樓地板壓出大坑洞，造成騎樓塌陷、地下室外露之意外。新北市政府對屋主開罰6萬元罰鍰。[3][4]
- 2018年12月28日，大廈住戶自組更新會，以都市更新程序辦理重建流程。[5]
- 2019年3月25日，新北市政府公告劃定為「都市更新區域」，列為首要需優先協助之案例。[6]
- 2019年3月28日，新北市政府工務局發出限期停用函，以3個月的緩衝期為限，強制要求住戶7月7日以後須全數搬遷[7]，並依狀況排定拆除時程。
- 2019年7月8日，新北市政府工務局執行封樓、斷水斷電，並搭設圍籬。新北市市長侯友宜表示最快於明年拆除重建[8]。
- 2019年10月15日開始進行拆除[9]，於12月21日完成地上建築物拆除作業[10][11]，並興建地上15層地下2層的集合住宅，於道路周邊皆退縮3.5公尺以上寬度的人行步道，附近居民將有安全舒適的活動空間。[12]

## 鄰近建築
- 台北捷運捷運淡水站
- 淡江大學
- 英商嘉士洋行倉庫

## 附註
1. ↑  . 內政部營建署.   [2019-06-07]. （原始内容存档于2019-06-07） （中文（臺灣））.
2. ↑  賴筱桐. . 自由時報. 2015-03-28  [2019-06-12]. （原始内容存档于2018-07-05） （中文（臺灣））.
3. ↑  葉冠妤. . 自由時報. 2017-11-29  [2019-06-12]. （原始内容存档于2018-06-06） （中文（臺灣））.
4. ↑  楊尚仁、楊容. . 東森新聞. 2017-11-29  [2019-06-12] （中文（臺灣））.
5. ↑  . 聯合報-房地產新聞. 2019-06-04  [2019-06-12] （中文（臺灣））.
6. ↑  陳韋帆. . ETtoday新聞雲(東森新聞). 2019-03-25  [2019-06-12] （中文（臺灣））.
7. ↑   . 新北市政府工務局. 2019-03-28  [2019-06-07] （中文（臺灣））.
8. ↑  . 自由電子報(自由時報). 2019-07-09  [2019-07-08]. （原始内容存档于2020-08-11） （中文（臺灣））.
9. ↑  戴上容. . 中國時報. 2019-10-19  [2019-12-21] （中文（臺灣））.
10. ↑  賴筱桐. . 自由時報. 2019-12-21  [2019-12-21]. （原始内容存档于2021-01-25） （中文（臺灣））.
11. ↑  胡瑞玲. . 聯合報. 2019-12-21  [2019-12-21]. （原始内容存档于2019-12-22） （中文（臺灣））.
12. ↑  何玉華. . 自由電子報 (自由時報). 2020-12-25  [2021-01-03]. （原始内容存档于2020-12-25） （中文（臺灣））.